# Kaduna (Fluss)
Der Kaduna ist ein linker Nebenfluss des Niger im Zentrum Nigerias.

## Verlauf
Er entspringt auf dem Jos-Plateau, etwa 30 km südlich der Stadt Jos. Er fließt zunächst nordwestlich und wendet bei der Stadt Kaduna auf Südwest. Nach einer Fließstrecke von 348 km ist er zum Shiroro Reservoir aufgestaut. Es wurde 77 km unterhalb ein weiteres Wasserkraftwerk bei Zungeru gebaut und im Frühsommer 2023 in Betrieb genommen. Es hat eine Leistung von 700 MW und die Talsperre bildet den größten Stausee Nigerias.

## Hydrometrie
Die Durchflussmenge des Kaduna wurde kurz vor der Mündung am Pegel Wuya Bridge in m³/s gemessen:

## Umweltschutz
Insbesondere durch den Fluss Galma und die Stadt Zaria, die an ihm liegt, werden Industrieabwässer in das Kaduna-Einzugsgebiet eingebracht, die vor allem erhöhte Schwermetallwerte mit sich bringen.

## Wassertransfer
Es wurden Überlegungen angestellt, Wasser aus dem Gurara in den Kaduna zu leiten. Diese sogenannte "Gurara Transfer Scheme" sollen mit jährlich 1300 Millionen m³ über einen 30 km langen Kanal den dortigen Wassermangel helfen auszugleichen.